# Корат
Вижте пояснителната страница за други значения на Корат.
Корат, или Кхорат (на тайски: ที่ราบสูงโคราช) е обширно плато в Източен Тайланд, с площ около 155 000 km². Преобладаващите височини са около 150 m и повече, а по перифериите си платото се повишава и образува ниските планини и възвишения Пхупхаон (663 m) на север, Донгпхраяфай (1250 m) на запад, Санкампхенг (933 m) на югозапад и Дангрек (761 m) на юг, стръмно спускащи се към Менамската низина (на запад и югозапад) и долината на река Меконг (на север, изток и юг). Изградено е основно от хоризонтално залягащи мезозойски червеноцветни пясъчници и конгломерати. Разработват се находища на калиеви соли. Климатът е субекваториален, мусонен, с годишна сума на валежите около 1150 mm. Сухият сезон продължава от октомври до април. Дренира се от река Мун (десен приток на Меконг) и нейните притоци Плаймат, Пангиу, Чи, Сайной, Тхаптхан, Самран, Тха, Си (Ши), Тебок, Домяй, Домной и др. В растителната покривка преобладават саваните, развити върху червено-кафяви почви и мусонните листопадни гори, предимно от рода на диптерокарповите. През сухия сезон големи участъци от тревите в саваните се самозапалват и изгарят. В напояваните селскостопански участъци се отглежда ориз. Развива се и екстензивно животновъдство.